# Witch Doctor
Witch Doctor är ett livealbum med Chet Baker and The Lighthouse All-Stars .Det spelades in 1953 på The Lighthouse i Hermosa Beach men gavs ut först 1985.

## Låtlista
1. Loaded (Bernard Miller) – 7:50
2. I’ll Remember April (Gene de Paul/Patricia Johnston/Don Raye) – 11:51
3. Winter Wonderland (Felix Bernard/Richard B. Smith) – 4:20
4. Pirouette (Shorty Rogers) – 7:47
5. Witch Doctor (Bob Cooper) – 9:09

## Medverkande
- Chet Baker – trumpet
- Rolf Ericson – trumpet (spår 1, 2, 4, 5)
- Bud Shank – altsax, barytonsax (spår 1, 2, 4, 5)
- Jimmy Giuffre – tenorsax (spår 1, 2)
- Bob Cooper – tenorsax (spår 4, 5)
- Russ Freeman – piano (spår 1–3)
- Claude Williamson – piano (spår 4, 5)
- Howard Rumsey – bas
- Max Roach – trummor (spår 1–3)
- Shelly Manne – trummor (spår 4, 5)